# Kurpie (Drozdowo)
Kurpie – kolonia wsi Drozdowo w Polsce, położona w województwie podlaskim, w powiecie łomżyńskim, w gminie Piątnica.
W latach 1975–1998 kolonia administracyjnie należała do województwa łomżyńskiego.